# Mesoplia rufipes
Mesoplia rufipes är en biart som först beskrevs av Perty 1833.  Mesoplia rufipes ingår i släktet Mesoplia och familjen långtungebin. Inga underarter finns listade i Catalogue of Life.